# Mas-Grenier
Mas-Grenier è un comune francese di 1 132 abitanti situato nel dipartimento del Tarn e Garonna nella regione dell'Occitania.

## Società

### Evoluzione demografica
Abitanti censiti